# Духовны, Дэвид
Дэ́вид Уи́льям Духо́вны (англ. David William Duchovny, IPA:[dʊˈkɒvnɪ]; род. 7 августа 1960 года, Нью-Йорк, США) — американский актёр, писатель, сценарист, продюсер, режиссёр и музыкант. Двукратный обладатель премии «Золотой глобус» (1997, 2008) за роли агента Фокса Малдера в телесериале «Секретные материалы» и писателя-ловеласа Хэнка Муди в телесериале «Блудливая Калифорния». Автор пяти опубликованных романов.

## Биография
Дэвид Уильям Духовны родился 7 августа 1960 года в Нью-Йорке, США. Его мать Маргарет, эмигрантка из Абердина, Великобритания, преподавала в школе для жителей небогатой части Манхеттена. Отец, Амрам Духовны (1927—2003), уроженец Бруклина, из семьи еврейских иммигрантов, публицист, драматург, автор нескольких книг, в том числе автобиографического романа. Дед со стороны отца, Мойше Духовный (1901—1960), эмигрировал в США из Бердичева Киевской губернии в 1918 году, был журналистом и постоянным сотрудником издающейся в Нью-Йорке на идише ежедневной газеты «Моргн-журнал» (מאָרגן-זשורנאַל — Утренний журнал); бабушка эмигрировала из Польши.
Духовны хорошо учился в школе, поступил в Принстонский университет на факультет педагогики. В молодости решил стать писателем, и, чтобы оплатить своё обучение в университете, подрабатывал доставщиком продуктов, сторожем и барменом. Затем поступил в аспирантуру в Йельском университете, где стал магистром английской литературы и готовился защитить диссертацию на степень кандидата наук (PhD) по теме «Магия и технология в современной поэзии и прозе». Увлёкся театром и стал появляться на сцене во внебродвейских постановках.
Первое появление Духовны на телевидении произошло в 1987 году, когда благодаря своей привлекательной внешности он снялся в рекламе пива Löwenbräu. Вскоре прервал работу над докторской диссертацией и начал брать уроки сценического мастерства. После первого опыта на театральных подмостках почти сразу же попал в Голливуд. В 1988 году дебютировал на большом экране, сыграв эпизодическую роль в фильме Майка Николса «Деловая девушка».

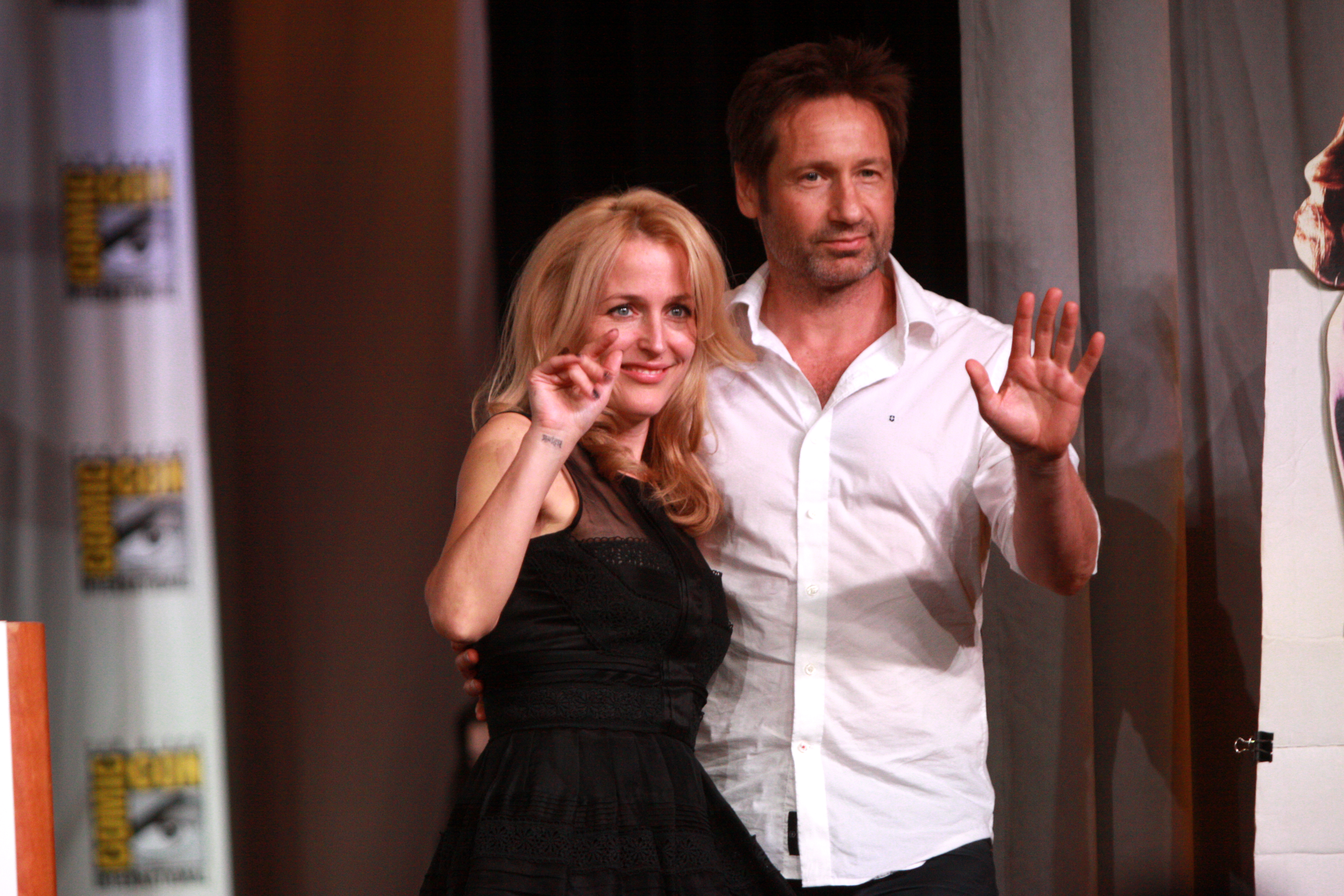
Дэвид Духовны и Джиллиан Андерсон в 2013 году на San Diego Comic-Con International

Примерно через год режиссёр Дэвид Линч оценил вкус Духовны к эксцентрике и пригласил его на роль трансвестита — агента службы по борьбе с наркотиками Дени́з Брайсон в трёх эпизодах сериала «Твин Пикс». В этом качестве Духовны понравился Залману Кингу, который пригласил его сыграть роль идеального покинутого любовника-рассказчика в фильме «Дневники Красной Туфельки», а потом и в одноимённом эротическом сериале.
На одном из кинофестивалей работы Духовны привлекли внимание Рэнди Стоуна, продюсера студии 20th Century Fox, который и порекомендовал его Крису Картеру на роль Фокса Малдера. При первой встрече актёр не произвёл впечатления на Картера — его внешность показалась слишком стандартной. Но после первых проб Картер решил, что камера просто «влюблена» в актёра. В 1993 году Духовны стал сниматься в научно-фантастическом сериале «Секретные материалы» в ведущей роли агента ФБР Фокса Малдера, сторонника теории заговора, верящего, что его сестру похитили пришельцы. Снимался в паре с Джиллиан Андерсон, исполнившей роль агента Даны Скалли. Телесериал стал настоящим хитом, принесшим Духовны мировую известность. После семи сезонов и пересмотра контракта Духовны покинул сериал в качестве ведущего актёра, продолжая появляться в отдельных эпизодах.
В 1999 году певица Бри Шарп написала и исполнила песню «David Duchovny». В песне поётся: «Дэвид Духовны, почему ты не хочешь любить меня?», что является как данью уважения к актёру, так и пародией на поклонение знаменитостям в целом. Композиция стала хитом.
Духовны озвучил главных героев компьютерных игр «XIII» и «Area 51».
Начиная с 2007 года Духовны снимался в популярном комедийно-эротическом телесериале «Californication» в роли Хэнка Муди, известного писателя с проблемами в личной жизни. За эту роль в 2008 году получил премию «Золотой глобус» в номинации «Лучший актёр сериала (комедии/мюзикла)».

## Личная жизнь
Духовны женился на актрисе Теа Леони 13 мая 1997 года. 24 апреля 1999 года у них родилась дочь Маделейн Вест Духовны. Второй ребёнок, сын, Кид Миллер Духовны родился 15 июня 2002 года. Чета Духовны жила в Малибу, штат Калифорния. На 11-м году брака актёры расстались, и Духовны публично заявил, что страдает гиперсексуальностью. Вскоре он прошёл курс лечения в частной клинике, после чего 5 января 2009 года супруги объявили, что решили начать всё сначала. Однако в 2011 году между супругами вновь возникли разногласия, и в июне они начали жить раздельно. В июне 2014 года пара официально развелась.

## Фильмография
| Год       |     | Русское название                        | Оригинальное название                | Роль                         |
| --------- | --- | --------------------------------------- | ------------------------------------ | ---------------------------- |
| 1988      | ф   | Деловая девушка                         | Working Girl                         | приятель Тэсс                |
| 1990      | ф   | Отрицание                               | Denial                               | Джон                         |
| 1990      | ф   | Дурное влияние                          | Bad Influence                        | посетитель клуба             |
| 1990—1991 | с   | Твин Пикс                               | Twin Peaks                           | агент Деннис/Дени́з Брайсон   |
| 1990      | ф   | Новогодний вечер                        | New Year’s Day                       | Билли                        |
| 1991      | ф   | Два любовника Джулии                    | Julia Has Two Lovers                 | Дэниел                       |
| 1991      | ф   | Не говори маме, что няня умерла         | Don’t Tell Mom the Babysitter’s Dead | Брюс                         |
| 1991      | ф   | Вознесение                              | The Rapture                          | Рэнди                        |
| 1992      | ф   | Руби                                    | Ruby                                 | офицер Типпит                |
| 1992      | ф   | Бетховен                                | Beethoven                            | Брэд                         |
| 1992      | тф  | Киднеппинг                              | Baby Snatcher                        | Дэвид Андерсон               |
| 1992—1996 | с   | Дневники Красной Туфельки               | Red Shoe Diaries                     | Джейк Уинтерс                |
| 1992      | ф   | Венеция, Венеция                        | Venice/Venice                        | Дилан                        |
| 1992      | ф   | Чаплин                                  | Chaplin                              | Роланд Тотеро                |
| 1993      | ф   | Калифорния                              | Kalifornia                           | Брайан Кесслер               |
| 1993—2002 | с   | Секретные материалы                     | The X-Files                          | Фокс Малдер                  |
| 1995      | мс  | Кот Ик                                  | Eek! The Cat                         | Фокс Малдер                  |
| 1996      | мс  | Дакмен                                  | Duckman: Private Dick/Family Man     | Ричард                       |
| 1996      | с   | Космос: Далёкие уголки                  | Space: Above and Beyond              | Элвин                        |
| 1996      | с   | Фрейзер                                 | Frasier                              | Том                          |
| 1997      | мс  | Симпсоны                                | The Simpsons                         | Фокс Малдер                  |
| 1997      | ф   | Изображая Бога                          | Playing God                          | доктор Юджин Сэндс           |
| 1997      | с   | Тысячелетие                             | Millennium                           | Бобби Вингуд                 |
| 1998      | ф   | Секретные материалы: Борьба за будущее  | The X-Files                          | Фокс Малдер                  |
| 2000      | ф   | Вернись ко мне                          | Return to Me                         | Боб Рюланд                   |
| 2001      | с   | Одинокие стрелки                        | The Lone Gunmen                      | Фокс Малдер                  |
| 2001      | ф   | Эволюция                                | Evolution                            | доктор Айра Кейн             |
| 2001      | ф   | Образцовый самец                        | Zoolander                            | Джей Пи Прюитт               |
| 2002      | ф   | Во всей красе                           | Full Frontal                         | Гас                          |
| 2002      | с   | Жизнь с Бонни                           | Life with Bonnie                     | Джонни Волкано               |
| 2003      | с   | Секс в большом городе                   | Sex and the City                     | Джереми                      |
| 2004      | ф   | В шоу только девушки                    | Connie and Carla                     | Джефф                        |
| 2005      | ф   | Тайны прошлого                          | House of D                           | Том Уоршоу                   |
| 2006      | мф  | Голубой утёнок                          | Queer Duck: The Movie                | миниатюрный Иисус Христос    |
| 2006      | ф   | Доверься мужчине                        | Trust the Man                        | Том                          |
| 2007      | ф   | Телевизор                               | The TV Set                           | Майк Клейн                   |
| 2007—2014 | с   | Californication                         | Californication                      | Хэнк Муди                    |
| 2007      | ф   | Секрет                                  | Si j'étais toi                       | доктор Бенджамин Мэррис      |
| 2007      | ф   | То, что мы потеряли                     | Things We Lost in the Fire           | Брайан Бёрк                  |
| 2007      | док | Квантовые обручи                        | Quantum Hoops                        | рассказчик                   |
| 2008      | ф   | Секретные материалы: Хочу верить        | The X-Files: I Want to Believe       | Фокс Малдер                  |
| 2010      | ф   | Семейка Джонсов                         | The Joneses                          | Стив Джонс                   |
| 2012      | ф   | Козы                                    | Goats                                | Козопас                      |
| 2013      | ф   | Фантом                                  | Phantom                              | Бруни                        |
| 2014      | ф   | Громче слов                             | Louder Than Words                    | Джон Фарери                  |
| 2015—2016 | с   | Водолей                                 | Aquarius                             | Сэм Ходиак                   |
| 2016—2018 | с   | Секретные материалы                     | The X-Files                          | Фокс Малдер                  |
| 2017      | с   | Твин Пикс                               | Twin Peaks                           | агент Деннис / Дени́з Брайсон |
| 2020      | ф   | Колдовство: Наследие                    | The Craft: Legacy                    | Адам Харрисон                |
| 2022      | ф   | Пузырь                                  | The Bubble                           | Шон Нокс                     |
| 2022      | ф   | Очень плохая семейка                    | The Estate                           | Ричард                       |
| 2023      | ф   | Что за люди                             | You People                           | Арнольд                      |
| 2023      | ф   | Кладбище домашних животных: Кровные узы | Pet Sematary Bloodlines              | Билл Батерман                |
| 2023      | ф   | Что происходит потом                    | What Happens Later                   | Билл                         |
| 2024      | ф   | В поисках Адама                         | Adam the First                       | Джеймс                       |

### За кадром
- Секретные материалы / The X-Files (телесериал, 1995—2002) — режиссёр, сценарист
- Тайны прошлого / House of D (2005) — режиссёр, сценарист
- Кости / Bones (телесериал, 2006) — режиссёр
- Блудливая Калифорния / Californication (телесериал, 2007—2014) — режиссёр, исполнительный продюсер
- Китон Саймонс[англ.] — Beautiful Pain (видеоклип, 2013) — исполнительный продюсер
- Водолей / Aquarius (телесериал, 2015—2016) — режиссёр, исполнительный продюсер

### Компьютерные игры
- The X-Files Game (1998) — Фокс Малдер
- XIII (2003) — Тринадцатый
- The X-Files: Resist or Serve (2004) — Фокс Малдер
- Area 51 (2005) — Итан Коул

## Дискография
Студийные альбомы
- 2015 — Hell or Highwater
- 2018 — Every Third Thought
- 2021 — Gestureland

Синглы
- 2015 — Hell or Highwater
- 2020 — Layin' on the Tracks

## Награды и номинации
Имеет 13 наград и ещё 47 номинаций, оставшихся без победы, в области кино.
Ниже перечислены основные награды и номинации. Полный список см. на IMDb.com

### Награды
- Премия «Золотой глобус»
  - 1997 — Лучшая мужская роль на ТВ (драма) за сериал «Секретные материалы»
  - 2008 — Лучшая мужская роль на ТВ (комедия или мюзикл) за сериал «Блудливая Калифорния»

### Номинации
- Премия Гильдии актёров
  - 1996 — Лучший актёр драматического сериала за «Секретные материалы»
  - 1997 — Лучший актёр драматического сериала за «Секретные материалы»
  - 1997 — Лучший актёрский состав драматического сериала «Секретные материалы»
  - 1998 — Лучший актёр драматического сериала за «Секретные материалы»
  - 1998 — Лучший актёрский состав драматического сериала «Секретные материалы»
  - 1999 — Лучший актёр драматического сериала за «Секретные материалы»
  - 1999 — Лучший актёрский состав драматического сериала «Секретные материалы»
  - 2000 — Лучший актёр драматического сериала «Секретные материалы»
  - 2009 — Лучший актёр комедийного сериала «Блудливая Калифорния»
- Премия «Золотой глобус»
  - 1996 — Лучшая мужская роль на ТВ (драма) за сериал «Секретные материалы»
  - 1998 — Лучшая мужская роль на ТВ (драма) за сериал «Секретные материалы»
  - 1999 — Лучшая мужская роль на ТВ (драма) за сериал «Секретные материалы»
  - 2009 — Лучшая мужская роль на ТВ (комедия или мюзикл) за сериал «Блудливая Калифорния»
  - 2010 — Лучшая мужская роль на ТВ (комедия или мюзикл) за сериал «Блудливая Калифорния»
  - 2012 — Лучшая мужская роль на ТВ (комедия или мюзикл) за сериал «Блудливая Калифорния»
- Премия «Сатурн»
  - 1997 — Лучший жанровый телеактёр за сериал «Секретные материалы»
  - 1998 — Лучший жанровый телеактёр за сериал «Секретные материалы»
  - 1999 — Лучший жанровый телеактёр за сериал «Секретные материалы»
  - 1999 — Лучший актер за фильм «Секретные материалы: Борьба за будущее»
- Премия «Эмми»
  - 1997 — Лучшая мужская роль в драматическом сериале «Секретные материалы»
  - 1997 — Лучший приглашенный актёр в комедийном сериале «Шоу Ларри Сандерса»
  - 1998 — Лучшая мужская роль в драматическом сериале «Секретные материалы»
  - 2003 — Лучший приглашенный актёр в комедийном сериале «Жизнь с Бонни»